# ساندویچ مربا و کره بادام زمینی
ساندویچ مربا و کرهٔ بادام زمینی یک ساندویچ محبوب در آمریکای شمالی است. این ساندویچ با دو قطعه نان که بین آن‌ها کرهٔ بادام زمینی و مربا یا ژله مالیده شده است درست می‌شود.